# Алексей Матеєвич
Алексей Матеєвич (рум. Alexei Mateevici, 27 березня 1888, Каїнари — 24 серпня 1917 Кишинів) — румунський та молдовський поет, перекладач, автор гімну Молдови.

## Біографія
Народився в родині православного священника синодальної РПЦ. Почав публікувати перші поезії під час навчання в теологічній школі в Кишиневі. Навчався в Київській духовній академії (Україна) в 1910–1914 роках. По поверненню до Кишинева працював вчителем грецької мови. 1915 року в складі російський військ відправлений на Галицький, а згодом на Румунсько-Російський фронт. Помер в 1917 році від висипного тифу.
Румунське літературознавство вважає Матеєвича румунським поетом, який працював у Бессарабії.